# Carol al II-lea, Mare Duce de Mecklenburg-Strelitz
Carol al II-lea, Mare Duce de Mecklenburg (10 octombrie 1741 – 6 noiembrie 1816) a fost conducător al statului Mecklenburg-Strelitz din 1794 până la moartea sa. Inițial a domnit ca Duce, apoi în 1815 titlul său a devenit Mare Duce. Înainte de a accede la tron a fost guvernator al Hanovrei din 1776 până în 1786.

## Primii ani și Hanovra

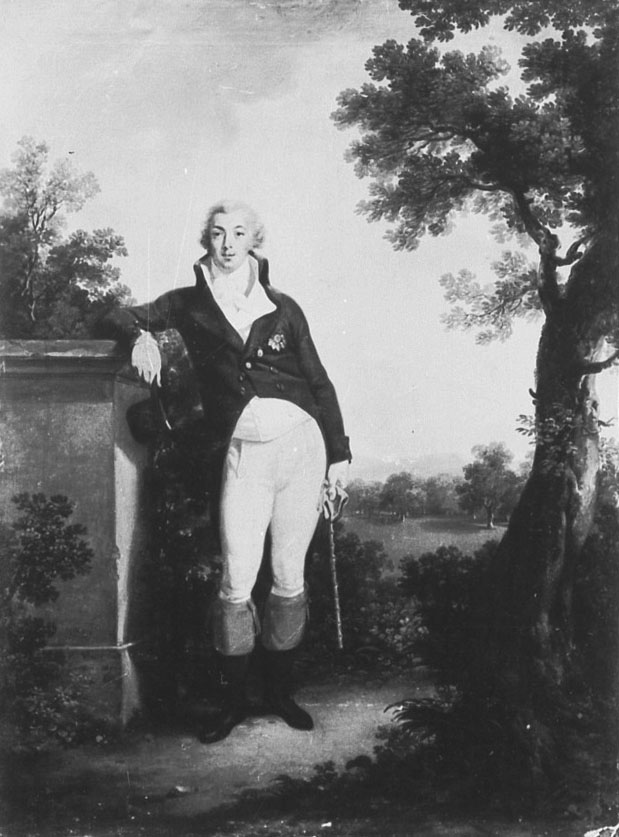
Karl Louis Frederick, guvernator al Hanovrei.

Ducele Carol Louis Frederic de Mecklenburg s-a născut la Mirow și a fost al doilea fiu al Ducelui Karl Louis Frederick de Mecklenburg și a soției lui Prințesa Elisabeta Albertine de Saxa-Hildburghausen. La 11 decembrie 1752, unchiul său, Adolf Friedrich al III-lea a murit iar fratele mai mare al lui Carol, i-a succeedat devenind Adolf Friedrich al IV-lea. Carol și întreaga familie s-au mutat de la Mirow în capitala Strelitz.
Sora lui, Charlotte, s-a căsătorit cu Electorul de Hanovra, regele George al III-lea al Regatului Unit la 8 septembrie 1761. Carol și-a vizitat frecvent sora în Marea Britanie și în cele din urmă a intrat în serviciul cumnatului său Electorul de Hanovra.
În toamna anului 1776 Carol a fost numit guvernator general al Hanovrei de cumnatul său. Carol a deținut toate puterile unui suveran în timp ce cumantul său nu avea nici o dorință să locuiască în Germania (nu a vizitat Hanovra niciodată). La scurtă vreme după ce a rămas văduv pentru a doua oară, în decembrie 1785, Carol a solicitat permisiunea să se retragă de la angajările sale militare în Hanovra și să-și dea demisia din funcția de guvernator.  Cumnatul său i-a admis cererea, l-a promovat la rangul de mareșal și i-a acordat o pensie. Carol și-a petrecut timpul călătorind înainte de a se stabili la Darmstadt unde a devenit președinte al Comisiei de Credit Imperial.

## Mecklenburg-Strelitz
După decesul fratelui său a devenit Duce de Mecklenburg-Strelitz în 1794. Carol a încurajat noile tendințe agricole, a înființat o nouă forță de poliție și a pus în aplicare învățământul obligatoriu. În 1806, ducatul lui s-a alăturat Confederației Rinului. Ca urmare a Congresului de la Viena titlul său a fost ridicat rangul de Mare Duce la 28 iunie 1815.
În vara anului 1816, Carol a făcut un tur în Rebburg, Schwalbach și Hildburghausen. La scurt timp după ce s-a întors,  s-a îmbolnăvit de plămâni și a murit la Neustrelitz după un atac de apoplexie. A fost succedat de fiul său cel mai mare în viață, Georg.

## Căsătorii și copii

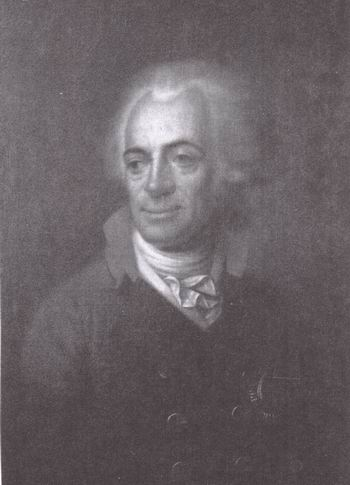
Carol al II-lea, Mare Duce de Mecklenburg-Strelitz.

După încercări nereușite de a se căsători cu o prințesă a Danemarcei și o prințesă de Saxa-Gotha, Carol s-a căsătorit cu Prințesa Friederike de Hesse-Darmstadt, fiica lui George William de Hesse-Darmstadt la 18 septembrie 1768 la Darmstadt. Împreună au avut zece copii.
- Ducesa Charlotte Georgine de Mecklenburg-Strelitz (1769-1818) căsătorită cu Frederic, Duce de Saxa-Altenburg
- Ducesa Caroline Auguste de Mecklenburg (1771-1773)
- Ducele Georg Carl de Mecklenburg (1772-1773)
- Ducesa Therese de Mecklenburg (1773-1839) căsătorită cu Karl Alexander, al 5-lea Prinț de Thurn și Taxis
- Ducele Friedrich Georg de Mecklenburg (1774-1774)
- Ducesa Louise de Mecklenburg (1776-1810) căsătorită cu Frederic Wilhelm al III-lea al Prusiei
- Ducesa Frederica de Mecklenburg (1778-1841) căsătorită cu (1) Prințul Louis Carol al Prusiei (2) Frederic Wilhelm, Prinț de Solms-Braunfels (3) Ernest Augustus I de Hanovra
- Georg, Mare Duce de Mecklenburg-Strelitz (1779-1860)
- Ducele Friedrich Karl de Mecklenburg (1781-1783)
- Ducesa Auguste Albertine de Mecklenburg (1782-1782)

După decesul soției sale în 1782, Carol s-a recăsătorit cu cumnata sa, sora soției sale, Prințesa Charlotte de Hesse-Darmstadt (1755-1785) la 28 septembrie 1784 în Darmstadt. Charlotte a murit la 12 decembrie 1785 la scurt timp după ce l-a născut pe fiul lor.
- Ducele Carol de Mecklenburg (1785-1837)